# Franz Hermann Lengerich
Franz Hermann Lengerich (* 29. Januar 1805 in Stettin; † 8. Dezember 1881 in Demmin) war lutherischer Superintendent in Demmin und Präses der Pommerschen Generalsynode.

## Leben
Der preußische Maler Heinrich Lengerich (1790–1865) war wahrscheinlich ein Verwandter. Hermann Lengerich studierte evangelische Theologie in Greifswald. Von 1824 bis 1826 bildete er mit den Malern Theodor Hildebrandt und Julius Hübner, dem Jurastudenten August Hübner und dem Buchhändler August Effert in Stettin den Freundschaftsbund Pentadelphie, der sich regelmäßig über Kunst und Kultur austauschte.
Hermann Lengerich wurde Divisionsvikar in Stettin, danach Divisionsprediger in Stargard (etwa 1828–nach 1830) und in Stettin (spätestens seit 1833). 1839 wurde er Superintendent von Demmin. Er leitete die umfangreichen Umbauten an der Stadtkirche St. Bartholomaei von 1857 bis 1867 nach Entwürfen und unter der Leitung Friedrich August Stülers. Ostgiebel und Innenraum wurden neu gestaltet. 
Hermann Lengerich war außerdem Oberinspektor der Schulen des Kreises Demmin, als welcher er sich für eine Verbesserung der Lernsituation der Schüler einsetzte.
Seit 1869 war Franz Hermann Lengerich erster Präses der neuen Pommerschen Generralsynode. 1878 wurde er anlässlich seines fünfzigjährigen Dienstjubiläums zum Dr. theol. (h. c.) der Universität Greifswald ernannt.
1881 starb er nach schwerer Krankheit. Sein Grabstein auf dem Friedhof in Demmin gehört zu den Baudenkmalen der Stadt.

## Publikationen
Franz Hermann Lengerich gab Das Pommersche Kirchenblatt 1835/36 in Stettin heraus. Außerdem sind einige gedruckte Predigten und Reden von ihm erhalten.
- Das Bischofs-Jubiläum in Stettin, 1852 Digitalisat